# Contreplaqué
Pour les articles homonymes, voir Multiplex.
 (mars 2021).
Si vous disposez d'ouvrages ou d'articles de référence ou si vous connaissez des sites web de qualité traitant du thème abordé ici, merci de compléter l'article en donnant les références utiles à sa vérifiabilité et en les liant à la section « Notes et références ».

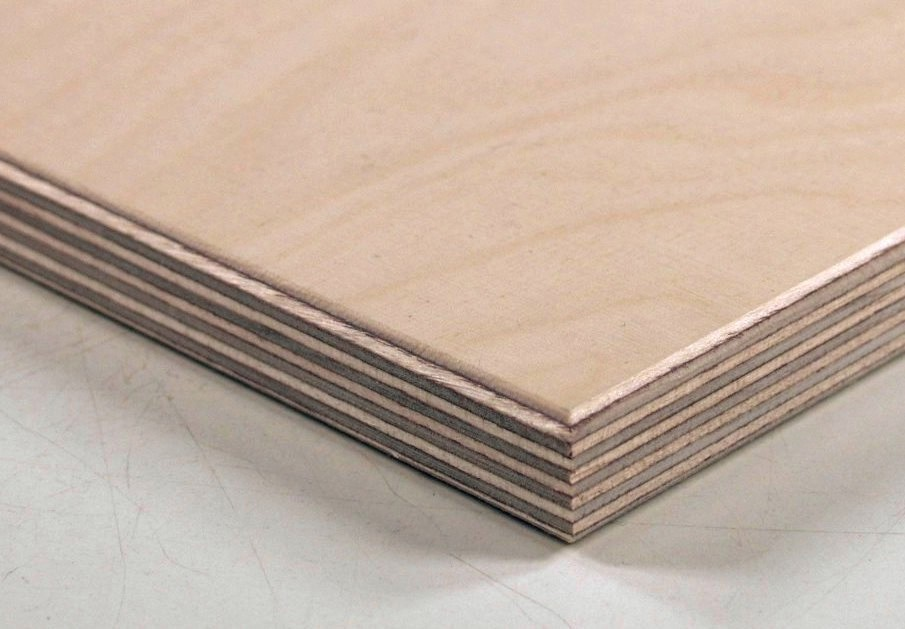
Contreplaqué de bouleau.

Principe de fabrication du contreplaqué.

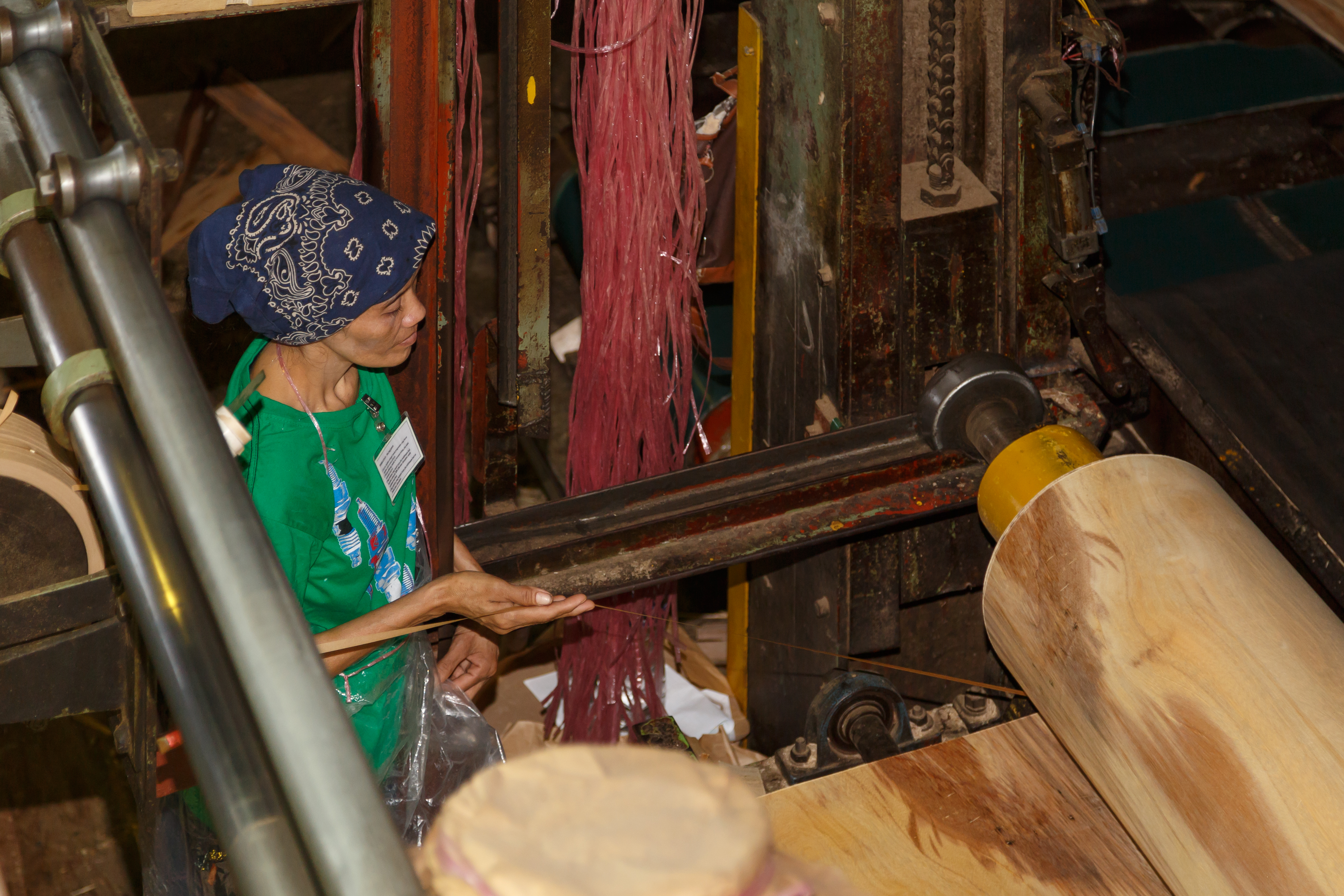
Déroulage d'une grume.

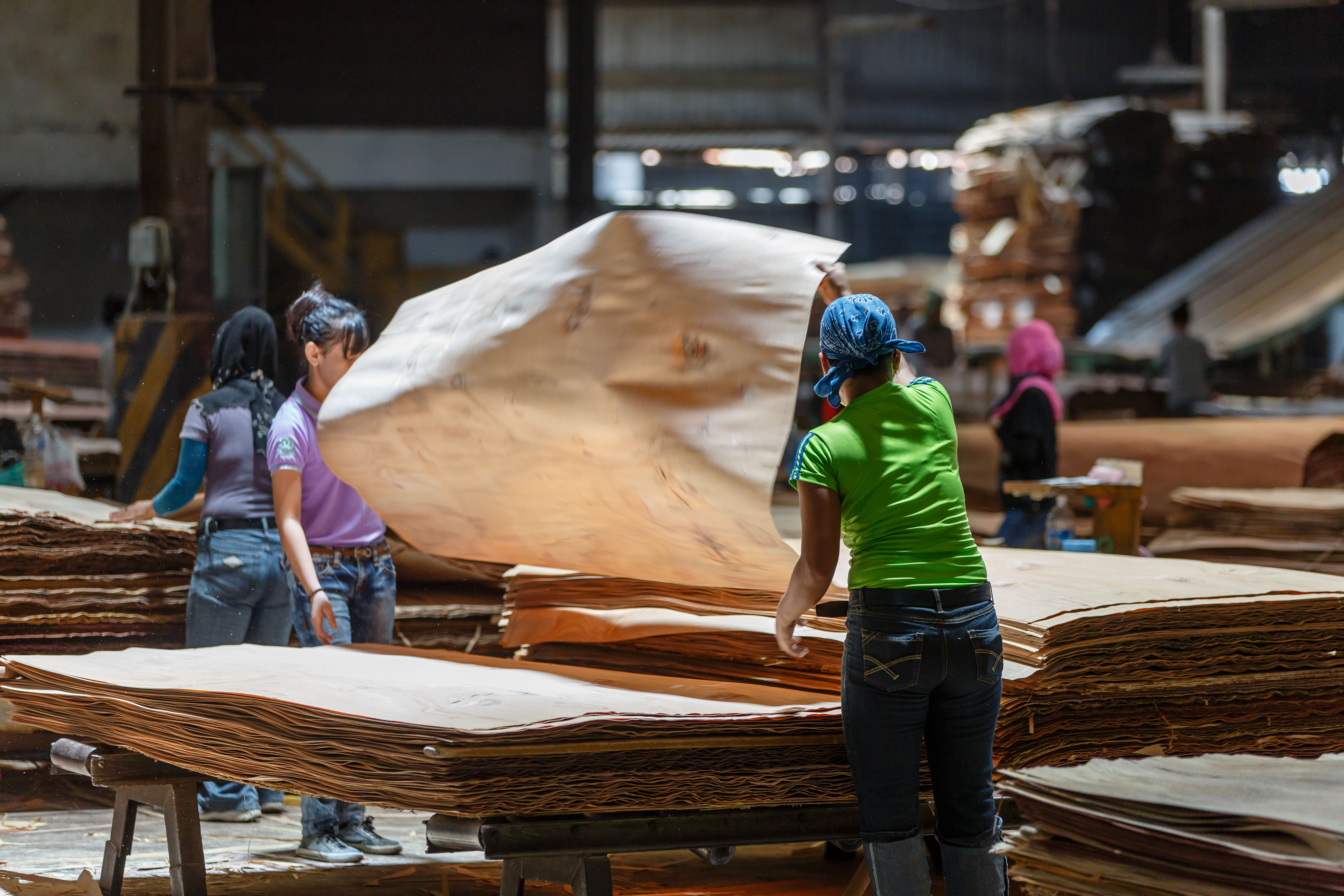
Usine de contreplaqué, Sandakan.

Le contreplaqué ou plus précisément panneau contreplaqué (en Belgique, multiplex) est un panneau à base de bois obtenu par collage de couches adjacentes à fils croisés, normalement des placages, habituellement à angles droits,. Le contreplaqué est composé de plusieurs couches de placages, appelées plis, en nombre impair. L'épaisseur d'un panneau varie entre 1 et 50 mm.

## Conception
La fabrication d'un panneau de contreplaqué nécessite six opérations principales : le déroulage, le tri, l'encollage, le pressage, le ponçage et le sciage.
Les placages qui composent le panneau sont obtenus en déroulant une grume : il s'agit de faire tourner une bille de bois sur une lame, pour obtenir une feuille d'une épaisseur de 0,33 à 4 mm.
Ils sont ensuite séchés et massicotés à dimension. Il résulte de cette opération des bandes de placages plus petites que le panneau final, qui sont jointées pour reconstituer des feuilles entières.
Les placages ainsi obtenus sont ensuite triés selon leur qualité : les plus beaux serviront comme plis extérieurs (faces) et les autres (dont la plupart des jointés) serviront de plis intérieurs (âmes et intérieurs). Ici se place une opération facultative : un pli sur deux peut être teinté à cœur, souvent d'une couleur bien plus sombre, ou au contraire plus vive (rouge par exemple) pour constituer un contreplaqué décoratif utilisable pour certaines sculptures, ou des manches d'outils de prestige.
Ils sont alors encollés avec de la colle urée-formol, mélamine, phénolique ou résorcine.
Puis ils sont insérés dans une presse, dont les deux faces sont chauffées pour assurer la prise de la colle (souvent, c'est un chauffage haute fréquence, comme dans un four micro-ondes, qui est utilisé, pour éviter l'altération du bois). La température de l'opération (160 °C) permet aussi de débarrasser le bois des éventuels organismes vivants qui pourraient l'habiter.
Après refroidissement, les panneaux sont poncés et sciés aux dimensions finales.

## Différence entre contreplaqué et contreplaqué cintrable
La différence entre contreplaqué et contreplaqué cintrable tient aux proportions des épaisseurs mises en œuvre.
Dans un panneau de contreplaqué classique, les placages sont superposés à fils croisés, perpendiculaires et d'épaisseurs identiques.
Dans un panneau de contreplaqué cintrable, les placages sont toujours de nombre impair, et croisés, mais les couches extérieures représentent la quasi-totalité de l'épaisseur. L'âme est très fine. Cette disposition donne de bonnes propriétés de cintrage. Le contreplaqué cintrable est notamment utilisé pour réaliser des fûts de batterie, du mobilier ou certaines menuiseries. Toutefois, avant cintrage, les plaques ne partagent pas les qualités principales de résistance du contreplaqué.

## Caractéristiques mécaniques et usages

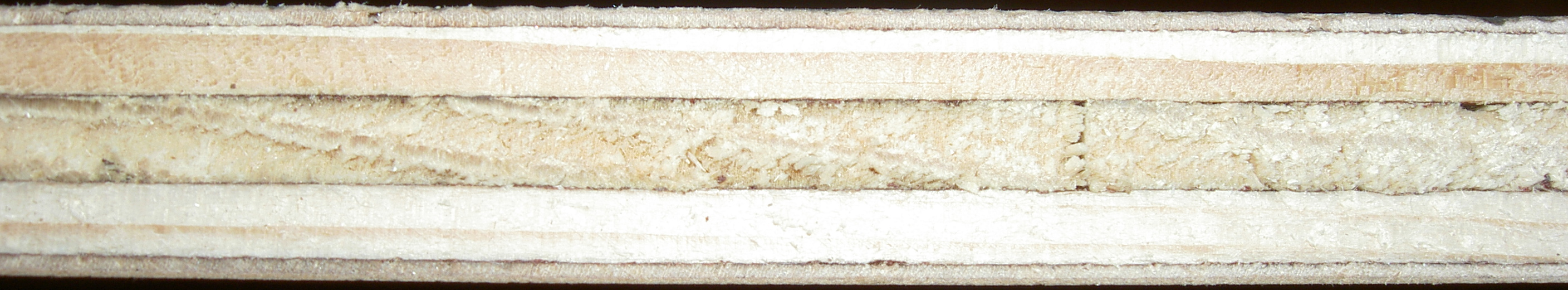
Agrandissement sur du contreplaqué.

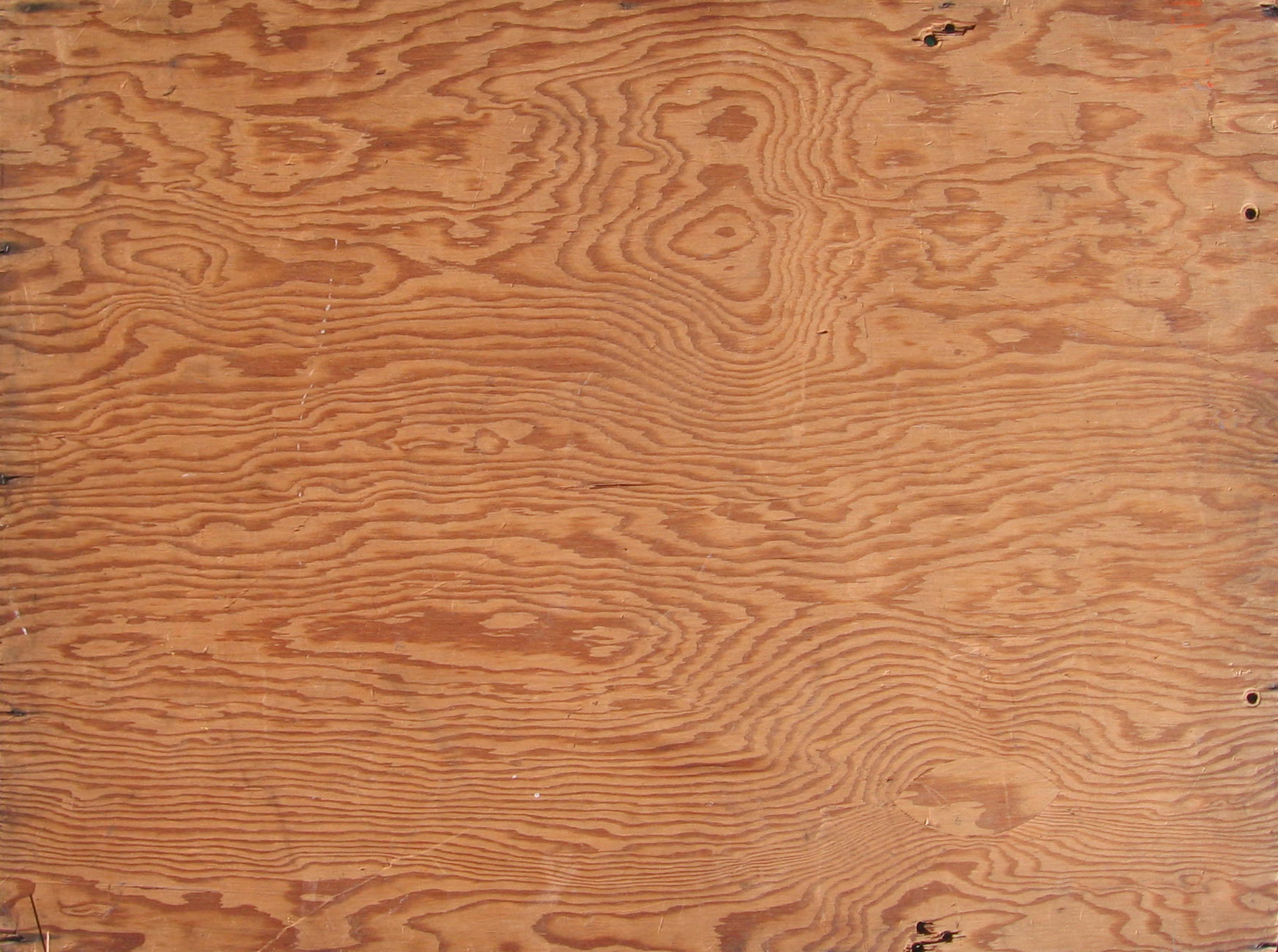
Texture du contreplaqué.

L'alternance de placages à fils croisés confère au contreplaqué d'excellentes caractéristiques de résistance à flexion, la compression et la torsion supérieures au bois brut de la même essence. Le contreplaqué peut être poncé en prenant garde de ne pas éliminer le premier pli de bois. À essence de bois identique, en comparaison du massif, le poids des contreplaqués est augmenté du fait des colles dont la masse volumique est plus élevée que le bois. Les défauts majeurs du bois sont éliminés lors de la préparation des placages et les défauts mineurs sont disséminés dans le panneau. À l'inverse, les panneaux d'emballage ne subissent aucun tri de leurs matériaux lors de leur fabrication. Pour cette raison, ils ont un état de surface plus grossier avec défauts très visibles (joints ouverts, nœuds, veines creusées...). Ces derniers donnent des possibilités en décoration, là où la rusticité est mise en avant, avec en prime un cout réduit en conservant d'excellentes propriétés mécaniques et chimiques.
Les panneaux de contreplaqués sont utilisés pour leur qualité décorative et esthétique, leur stabilité en planéité et dimensions, leurs performances d'isolation thermique et acoustique (renforcée par de l'usinage), leur résistance aux insectes xylophages et aux champignons (grâce à la nature des essences), ce qui leur valent d'être appréciés dans de nombreux domaines.
En particulier :
- nautisme : excellente résistance à l'eau, les panneaux de contreplaqués sont aujourd’hui très largement utilisés dans la fabrication des coques ainsi que dans l'aménagement intérieur des bateaux de plaisance.
- construction : ils peuvent être utilisés dans la réalisation de murs, de toitures, de planchers, de contreventement, de coffrages. Ils servent de revêtement intermédiaire, et de revêtements extérieurs ou support de revêtement de sol. Une gamme revêtue de résine[2], généralement d'un brun très foncé, est utilisée pour réaliser les coffrages pour les coulées de béton.
- transport : le contreplaqué sert principalement à la réalisation de planchers (wagons, tramways, bus, véhicules utilitaires), mais aussi à la décoration et l'ameublement intérieur (caravanes, camping-cars).
- emballage : il sert à la fabrication de caisses, en remplacement du bois massif, car il est plus étanche, d'un cout réduit et permet la réalisation de marquages soignés.
- menuiserie : pouvant incorporer des éléments d'isolation thermique (mousse) et acoustique (matériaux lourds) sous des placages d'essences décoratives, le contreplaqué est beaucoup employé pour la réalisation de portes et habillages muraux. Beaucoup de meubles sont aussi faits en contreplaqué, qui peut être disponible plaqué de bois nobles à sa fabrication, évitant à l'ébéniste ou au menuisier de  réaliser cette étape en atelier, pour des couts et délais plus raisonnables.
- aménagement intérieur : pour ses qualités acoustiques et esthétiques, le contreplaqué sert à la réalisation de décors de salles, de cloisons décoratives, de stands et présentoirs.

## Histoire

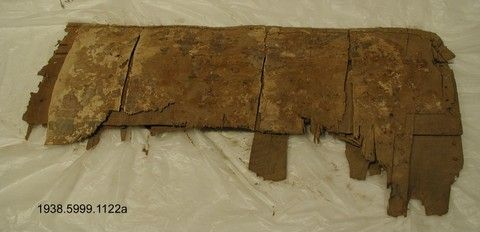
Fragment de bouclier en contreplaqué, Yale University Art Gallery, Vers 323 avant J.-C. à vers 256.

Bien que l'utilisation du bois stratifié en lames minces collés ensemble soit connue depuis l'Égypte antique, son application industrielle ne prend essor qu’à la fin du XIXe siècle avec l’invention du tour rotatif, et surtout à partir de l’entre-deux-guerres au siècle dernier et la venue des colles beaucoup plus performantes.

### Brevets anciens
En 1797, l'Anglais Sir Samuel Bentham dépose à Londres une série de brevets portant sur plusieurs machines pour produire des placages, de minces feuilles de bois. Dans ses demandes, il décrit l’idée de laminer ensemble, à l’aide de colle, plusieurs feuilles, les grains se croisant, pour former une pièce plus épaisse; un procédé qui rendra le produit fini plus résistant et plus polyvalent que le bois naturel. C’est la première description connue de ce que nous appelons maintenant contreplaqué . Samuel Bentham était ingénieur de la marine britannique avec des nombreuses inventions pour la construction navale à son crédit. Les placages jusqu’à l'époque de Bentham, surtout destinés à la marqueterie, étaient encore sciés à la main selon un angle choisi à travers ou le long du tronc, et furent donc limités en largeur et en longueur.
Une cinquantaine d'années plus tard, Immanuel Nobel, ingénieur et père du célèbre Suédois Alfred Nobel, se rendit compte à son tour du caractère amélioré du bois stratifié ; il présageait son potentiel industriel et inventa un nouveau type de tour. La bille est placée entre deux griffes à la façon d'un tour à bois. Un moteur fait tourner la bille de bois en continu alors qu'une lame placée parallèlement à l'axe se rapproche régulièrement du centre de la bille. Cette dernière est donc déroulée. Cette machine est impérativement nécessaire pour confectionner les placages de large format que nous connaissons aujourd’hui.
Il y a peu des comptes rendus de l’implantation progressive de cette machine à partir de son début au milieu du XIXe siècle, et par là, de la commercialisation débutante du contreplaqué moderne, mais dans son édition de 1870, le dictionnaire français Littré décrit déjà le processus de fabrication de placage par tour à dérouler dans son entrée Déroulage. On peut donc présumer que la fabrication, et donc la commercialisation de contreplaqué issu de cette méthode, était un fait acquis en France dans les années 1860.
Depuis lors, l’invention du contreplaqué fut reprise ici et là selon les opportunités qu'offrait chaque pays industrialisé et selon l’internationalisation progressive des lois sur la protection des inventions. Ainsi, un certain Witkowski dépose encore en 1884 à Londres un brevet pour contreplaqué de son invention.
Quant à l’utilisation de contreplaqué comme support de peinture pour les artistes, alternative à la toile traditionnelle ou au carton, des panneaux « prêts à l’emploi » en contreplaqué trois couches, expressément prévus pour la peinture à l'huile, furent commercialement disponibles à New York dès l’année 1880. Il est évident qu'il y avait un précédent européen remontant à plusieurs années. Lorsque l'on considère l'avantage de simplement couper les bords d’un panneau brut standardisé pour obtenir la mesure voulue, on pourrait supposer que les phalanges progressistes parmi les artistes français eurent largement adopté ce nouveau support pour leurs peintures dès le début de la fabrication industrielle nationale (années 1860).

### Industrie du contreplaqué
La première industrie américaine du contreplaqué a démarré sur la côte Est, dirigée par des immigrants européens. C'était un contreplaqué de bois dur et leurs contreplaqués plus sophistiqués étaient principalement utilisés à des fins décoratives, comme dans les meubles. L'industrie américaine du contreplaqué de résineux s'est développée dans le nord-ouest du Pacifique en utilisant le sapin de Douglas. Les premiers panneaux ont été produits à Portland, Oregon, en 1905, par la Portland Manufacturing Company, située sur la rivière Willamette,. Ils ont été fabriqués pour être exposés à la Lewis and Clark Centennial Exposition, qui a ouvert ses portes à Portland en juin 1905. Ils ont alors commencé à être vendu dans le commerce et ont d'abord été utilisé pour fabriquer des portes, des fonds de tiroirs, des malles, des valises et des panneaux muraux. Bien que le contreplaqué de sapin soit né en Oregon, c'est l'État de Washington en plein essor qui s'est rapidement emparé de la nouvelle industrie. La première usine de contreplaqué à Washington a commencé en 1910 et Washington a maintenu sa domination jusqu'en 1954, lorsque l'Oregon l'a récupérée. Le mot « plywood » a été utilisé pour la première fois en 1906. C'est devenu un nom commercial dans la période 1914-1918. Dans les années 1920, le contreplaqué était fabriqué selon les étapes qui suivent : Couper de gros sapins de Douglas, transporter les grumes à une usine de contreplaqué, sélectionner les meilleures grumes (appelées " grume de déroulage "), les couper à longueurs souvent de 8 pieds 6 pouces ; mettre une longueur dans un énorme tour rotatif, enlever l'écorce, probablement à la hache, faire tourner la bûche sur son axe contre le long couteau du tour, qui décolle une longue bande continue de placage mince; sécher les placages dans de longs séchoirs, puis les passer un à un entre les rouleaux d'un encolleur (construit comme l'essoreuse d'une machine à laver à l'ancienne), qui étale de la colle sur les deux faces de chaque placage; coucher alternativement les placages collés et non collés, de manière que leurs fils soient perpendiculaires entre eux, pour former des assemblages; et presser à froid jusqu'à ce que la colle prenne, puis couper les bords et poncer les surfaces. Les panneaux entre 1922 et longtemps après l'arrivée des colle phénoliques seront collés à la colle de soja.

### Des colles naturelles aux colles de synthèse
Avant la Première Guerre mondiale, la plupart des colles utilisées pour lier les placages en feuilles de contreplaqué sur les côtes est et ouest étaient des colles animales, à base principalement de sang, de peau ou d'os (y compris les sabots), bien que certaines colles d'amidon aient été aussi utilisées. Les colles animales étaient surtout connues pour leur odeur désagréable. Pendant la Première Guerre mondiale, un nouveau type de colle à base de caséine a commencé à être utilisé. Invention Suisse et largement utilisée pour la première fois en Europe, elle a été mise au point aux États-Unis vers 1910 par le Forest Products Laboratory de Madison, dans le Wisconsin. Les premiers fabricants américains de colle de caséine étaient la Monite Company et la Borden Company, qui toutes deux ont commencé à l'époque de la Première Guerre mondiale, lorsque le contreplaqué a commencé à trouver des utilisations industrielles, comme dans les pièces d'avion et les bâtiments. La colle de soja développée par I.F. Laucks Company à Seattle, mais brevetée par Otis Johnson le 14 aout 1922, s'impose progressivement dans toutes les usines américaines. Elle est plus résistante à l'eau que les colles de caséine, mais elle était aussi meilleur marché. Mais en 1934 les colle phénoliques commencèrent lentement à remplacer la colle de soja et tout autre colle protéinique. Le contreplaqué extérieur devint une réalité pratique, ouvrant des centaines de nouveaux marchés pour le contreplaqué. La plupart des panneaux produits à la colle de soja étaient d'utilisation intérieure, car la colle de soja était résistante à l'eau, mais pas très résistante pour autant, et certainement pas étanche: la colle de soja décolorait en outre les placages en raison de sa forte alcalinité.
Le collage par presse à chaud s'était de plus en plus développé à la fin des années 1920. Après 1934, il commença à révolutionner l'industrie du contreplaqué, en partie parce que les colles de résine imperméables nécessitaient l'utilisation de la méthode de pressage à chaud pour les fixer. De nombreuses usines passèrent de la presse à froid à la presse à chaud.On estime que les deux tiers ou plus de la production de contreplaqué de sapin de Douglas en 1947 étaient aux États-Unis collée avec de la colle de soja, et donc destinés à un usage intérieur, tandis qu'un tiers était collé avec des résines phénoliques et destiné à un usage extérieur. En 1975 tous les contreplaqués étaient collés avec des adhésifs à base de résine synthétique. Les résines phénol-formaldéhyde et, dans une moindre mesure, les résines mélamine-formaldéhyde sont utilisées pour produire tous les contreplaqués de qualité extérieure. Les résines urée-formaldéhyde sont utilisées pour fabriquer pratiquement tous les panneaux intérieurs en bois dur, tandis que les résines phénoliques produisent la totalité sauf une petite partie des panneaux intérieurs en bois tendre à des fins structurales.
Le contreplaqué joua un rôle très actif et important pendant la Seconde Guerre mondiale guerre. De nouvelles méthodes d'évaluation de la résistance et de la qualité furent développées aux États-Unis par le US Forest Products Laboratory, qui devinrent la base des spécifications fédérales et navales pour les colles de contreplaqué résistantes à l'eau.

### Dans les avions
Le contreplaqué moulé est premièrement utilisé pour les avions monocoques en bois.

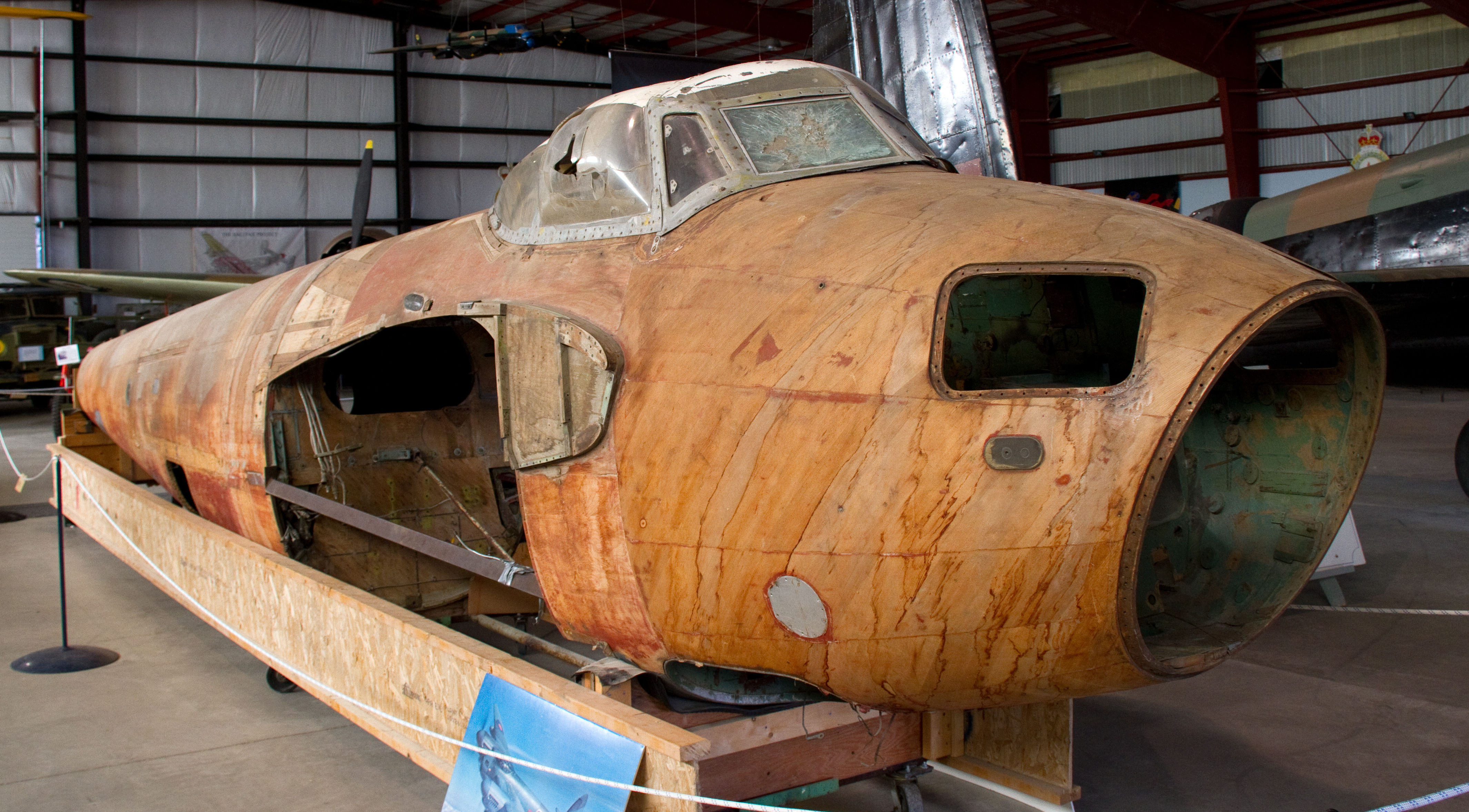
Fuselage exposé d'un de Havilland DH.98 Mosquito montrant la texture du contreplaqué.

Dans l'entre-deux guerres, l'attention des constructeurs d'avions se porta sur des méthodes de moulage de contreplaqué, sous pression de fluide, qui formeraient des revêtements de poids acceptable, et qui seraient sécurisées contre le froissement et le flambage auxquels les métaux étaient soumis. Le contreplaqué moulé sera produit selon plusieurs techniques qui sont souvent désignées spécifiquement, comme les procédés Duramold, Vidal, Aeromold (Timm Aircraft (en), le Timm N2T Tutor) ou « vacuum-bag processes». D'autres termes parfois utilisés pour décrire la technique sont « bag-molding », « autoclave molding »,« tank molding ». L'expression la plus inclusive serait peut-être « fluid-pressure molding »[réf. à confirmer]. Le procédé Duramold, sponsorisé par Howard Hughes, sera utilisé pour la fabrication du Hughes H-4 Hercules, un hydravion à coque le plus grand avion en bois jamais construit ; commencé en 1940, terminé en 1947, baptisé « Spruce Goose » par ses critiques (« L'oie en sapin »), il demeure l'un des plus grands avions au monde derrière le Stratolaunch, l'Antonov 225 et l'Airbus A380. Le De Haviland Mosquito (dit "wooden wonder", soit en français, la merveille en bois) , est construit selon une méthode similaire, collé à l'Aerolite, un type de colle urée-formaldéhyde. Du contreplaqué sur âme centrale de balsa se retrouve sur l'avion de record Bugatti-De Monge 100P de 1938, le plymax, composite de contreplaqué/aluminium, utilisé sur certaines parties du fuselage et des ailes du Morane Saulnier 406. Les chasseurs soviétiques Yak-3 et leurs évolutions ultérieures Yak-9, Yak-6, etc. étaient en grande partie construites en contreplaqué de bouleau. La découverte des colles de synthèse, qui vont donner une nouvelle confiance dans l'utilisation du bois dans l'aéronautique, coïncide avec le moment où le métal a commencé à remplacer le bois comme matériau dominant pour la fabrication d'avions, et l'utilisation du contreplaqué moulé dans la construction aéronautique pendant la Seconde Guerre mondiale visera à occuper le principal bassin de main-d'œuvre non drainé par l'effort de guerre, principalement orienté vers la production d'avions en métal.

### Dans les bateaux
Dans les années 1950, le contreplaqué a connu une application nouvelle : le nautisme, grâce à l'apparition de colles résistant à l'eau de mer. Le contre-plaqué convient bien à la construction en série : les coques sont à bouchain vif et en général bon marché . Ses caractéristiques mécaniques supérieures au bois, sa rigidité et sa légèreté, ont permis une construction plus simple contribuant à démocratiser la navigation de plaisance sous l'impulsion d'architectes navals comme Jean-Jacques Herbulot, avec la création du Vaurien, dériveur léger conçu à la demande du Centre Nautique des Glénans, fabriqué à 36 000 exemplaires, de petits croiseurs (le Corsaire, fabriqué à plus de 3000 exemplaires) puis d'unités de plus en plus grandes (Mousquetaire). Bien d'autres architectes se sont emparés avec succès du contreplaqué, comme Philippe Harlé (Muscadet, Armagnac...), ou Gilles Costantini qui a conçu les plans et fabriqué en contreplaqué Pen Duick II d'Éric Tabarly. Outre Manche et Outre Atlantique des bateaux comme le dinghy Mirror (Ian Proctor) ou l'Optimist (Clark Mills) ont utilisé le contreplaqué pour la même démocratisation des sports nautiques.
Il est à noter que l'expression "contreplaqué marine" née à cette époque est au mieux une appellation commerciale vague, non encadrée par une norme précise, les définitions AFNOR parlant de contreplaqué QE (Qualité Extérieure), et que la qualité des contreplaqués marine, ainsi que leurs prix varie beaucoup suivant le type d'essence de bois utilisés, la plus courante étant l'Okoumé, parfois associé au Moabi. La qualité la plus haute est entièrement en acajou du Honduras, mais il existe (pour les emménagements intérieurs des voiliers) des contreplaqués dont seuls les plis apparents sont en acajou ou en sapelli.

### Dans la construction à ossature

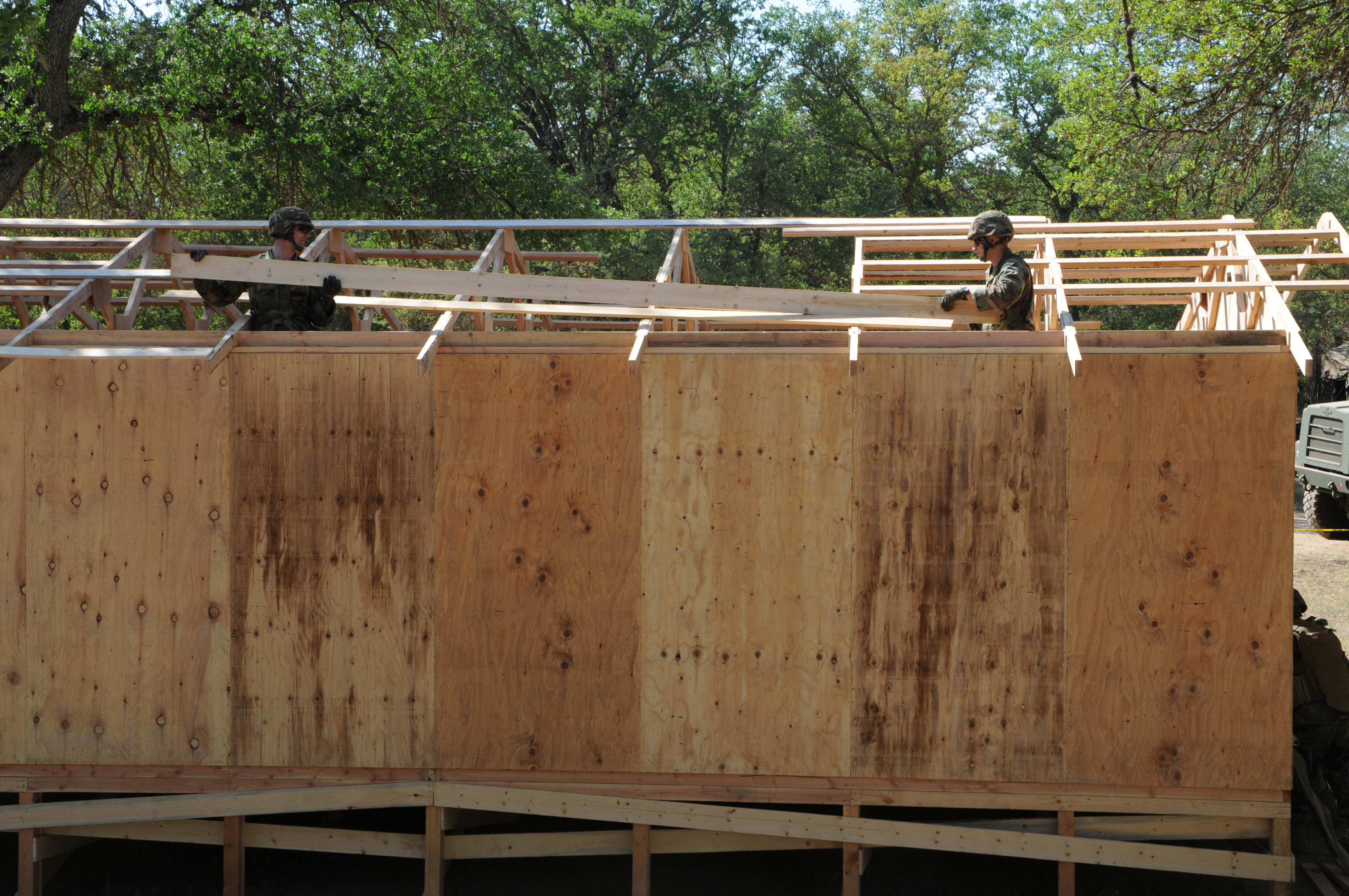
Revêtement intermédiaire en contreplaqué.

Avant la fin des années 1920, l'utilisation du contreplaqué dans la construction des bâtiments était limitée aux portes. À la fin des années 1920, le contreplaqué a été introduit pour les panneaux de construction. Il est principalement utilisé comme revêtement intermédiaire dans les constructions en ossatures légères. Il sert dans les pans de toit, de mur, de plancher, ou de plafond. Avant l'avènement des panneaux, les plateformes de plancher étaient constituées de planches en bois de construction; de la même manière le revêtement intermédiaire extérieur des murs n'était autrement constitué qu'avec des planches. Placées obliquement, elles pouvaient assurer en plus le contreventement de la paroi. Dans les années 70, les planches ont laissé place aux panneaux structuraux, plus stables, requérant moins de manipulation et faciles à travailler, l’industrie n’est donc jamais retournée en arrière.
Les années 1930 sont devenues une décennie d'expérimentation sur le logement, par la suite aiguillonné par l'entrée en guerre des Etats-Unis lors de la Seconde Guerre mondiale en 1941. En 1935, le Forest Products Laboratory du département de l'Agriculture des États-Unis d'autre part, a développé une maison à structure panneautée en contreplaqué dite stress-skined, à revêtement travaillant (dans lequel les revêtements résistent à la flexion et aux efforts directs, « ajoutant ainsi à la capacité porteuse de l'ossature »), ce qui a stimulé le  développement de techniques de panneaux préfabriqués. Les panneaux isolés structurels (en anglais structural insulated panel ou SIP) ont profité de cette période de recherche active.
Offrant des perspectives de profit intéressantes, dans le secteur des maisons à bas prix, le contreplaqué va devenir un matériau de choix par les premiers constructeurs de maisons modulaires et préfabriquées.
Lancés fin des années 1970, les panneaux à copeaux orientés vont remplacer progressivement les panneaux contreplaqué dans les applications de la construction du moins. Un procédé de fabrication très automatisé et l’utilisation d’essences de bois feuillus sous-utilisées, un prix plus intéressant, lui ont permis de prendre les parts de marché du contreplaqué.

## Dimensions
L'épaisseur d'un panneau varie entre 1 mm et 50 mm.
Les dimensions courantes sont des nombres entiers de pieds anglosaxons (ft (') ou in (")) pour les grandes dimensions, et en pouces ou fractions de pouces pour les épaisseurs :
- Épaisseur : 3 (1/8"), 5, 6 (1/4"), 8, 10, 12 (1/2"), 15, 16, 18, 19, 22, 24, 25 (1"), 30 mm
- Largeur : 1,22 m (4') et 1,53 m (5')
- Longueur : 2,50 m (8') et 3,10 m (10') - la longueur est prise dans le sens des fils du bois du pli de face

Mais également : 
- 2 500 × 1 700
- 3 100 × 1 830
- 4' × 12'
- 5' × 5'
- 9' x 4'

## Types de contreplaqué
- Contreplaqué d'intérieur
- Contreplaqué d'ébénisterie (A sur A, A sur B)
- Contreplaqué d'extérieur
- Contreplaqué de qualité coffrage
- Contreplaqué ayant un bon comportement à l'humidité
- Contreplaqué ignifugé, lutte contre l'incendie
- Contreplaqué cintrable (5, 7, 15 mm)

## Essences
Un grand nombre d'essences sont utilisées pour la fabrication de panneaux de contreplaqué. En France, l'okoumé a historiquement un poids important, ainsi que le peuplier, le pin maritime ou le bouleau…
Il existe une gamme de panneaux, avec plaqués sur les deux faces, des bois nobles semi-précieux. Ils sont indigènes (noyer, chêne, érable, merisier…) ou même exotiques (acajous).
Concernant l'emballage d'expédition, des panneaux sont largement  importés d’Amérique du Sud, en résineux, de la famille du pin Douglas, à croissance rapide, très noueux. Ils sont souvent détournés pour la fabrication de menuiseries ou mobilier.

## Risques pour la santé
Même si on utilise moins de formaldéhyde dans la fabrication des panneaux de contreplaqué que dans la fabrication de panneaux agglomérés, il n'en demeure pas moins que l'utilisation des résines comporte des risques d'exposition au formaldéhyde qui peuvent avoir des effets sur la santé, en particulier dans le monde du travail. Ce qui demande des protections des voies respiratoires, pour les unités de fabrication, plus drastiques que pour  des bois massifs.